# Ріо-Бранку (футбольний клуб, Віторія)
«Ріо-Бранку» (порт. Rio Branco) — бразильський футбольний клуб із міста Віторія, штат Еспіриту-Санту. Заснований 21 червня 1913 року.